# VV Noordwijk
Voetbalvereniging Noordwijk es un club de fútbol neerlandés fundado en 1933, con sede en Noordwijk. Actualmente compite en la Tweede Divisie.

## Historia
VV Noordwijk se fundó el 4 de marzo de 1933.

### Décadas de 1940 a 1960: Vierde, Derde y Tweede Klasse
En las décadas de 1940 y 1960, Noordwijk fluctúa entre la Cuarta División y la Tercera División de la Real Asociación Neerlandesa de Fútbol.  Ganó campeonatos de sección en Cuarta División en 1948 y 1958 y en Tercera División en 1961, avanzando cada vez al siguiente nivel.
Desde 1961, desde 1970, Noordwijk fue joven durante la actual temporada en Segunda División. Terminó entre los cinco primeros durante estos años y ganó campeonatos seccionales en 1963, 1968 y 1970.

### Décadas de 1970 a 1990: primera clase
De 1970 a 1996, el VV Noordwijk disputó los campeonatos departamentales de Primera División en 1972, 1976, 1978, 1980, 1981 y 1983, sin subir de nivel en ninguno de estos frecuentes campeonatos.
Noordwijk alcanzó los octavos de final de la Copa KNVB 1978-79.
En 1996, Noordwijk ascendió a la gran liga, después de terminar la temporada de Primera División sólo en quinto lugar.

### Décadas de 2000 a 2010: Hoofdklasse y Topklasse
En 2005, Noordwijk ganó al Excelsior Maassluis por 3-1 con los 2 goles decisivos marcados en la prórroga.
En la Copa KNVB 2010-11 alcanzó los cuartos de final, donde perdió 6-0 contra el RKC Waalwijk. La temporada siguiente, Copa KNVB 2011-12, perdió 3-1 en la segunda ronda contra el AFC Ajax.
En 2011, Noordwijk ganó el campeonato de sección después de que el partido decisivo, visto por 6.000 espectadores, contra Quick Boys terminara con una victoria por 1-0. Sin embargo, robaron la caja fuerte con el dinero en efectivo y el desarrollo del juego desapareció. Noordwijk ascendió de Hoofdklasse a la recién formada Topklasse, ahora conocida como Derde Divisie . En 2012, Noordwijk terminó en una sólida cuarta posición, pero luego los resultados en Topklasse se deterioraron. En 2013, Noordwijk terminó noveno. En 2014, el club descendió de nuevo a la Hoofdklasse desde el puesto 13 en la Topklasse, después de perder partidos contra el mejor equipo de la Hoofdklasse.
En 2012, Noordwijk perdió 0-8 en el partido de práctica contra el primer equipo del AFC Ajax. En 2013, se unió al club el portero Joe van der Sar, hijo de Edwin, que llegó procedente del juvenil del AFC Ajax, un movimiento profesional similar al que tomó el padre Edwin en 1990. Joe van der Sar jugó en Noordwijk hasta 2017, perdiendo gradualmente su puesto inicial con el tiempo, luego se fue al Young ADO Den Haag.
En 2016, el ganador de la Liga de Campeones Edwin van der Sar salió de su retiro para jugar un solo partido con el VV Noordwijk, cuando este sufrió una crisis de lesiones. Detuvo un penalti y concedió un gol en el partido que empató 1-1 con Jodan Boys.
En agosto de 2017 jugó contra IJsselmeervogels y Fortuna Sittard en la Copa KNVB 2017-18.

### Década de 2020:Tweede Divisie
Desde 2020, el VV Noordwijk juega en Segunda División, el nivel amateur más alto de Holanda.